# Fulgence Ouedraogo
Pour les articles homonymes, voir Fulgence et Ouedraogo.

a Compétitions nationales et continentales officielles uniquement.

b Matchs officiels uniquement.
Dernière mise à jour le 12 juillet 2023.
Fulgence Ouedraogo, né le 21 juillet 1986 à Ouagadougou (Burkina Faso), est un joueur international français d'origine burkinabè de rugby à XV et également un joueur de rugby à sept. Il joue au poste de troisième ligne aile au sein de l'effectif du Montpellier HR durant toute sa carrière, dont il est le capitaine.
Avec le Montpellier HR, il remporte le Challenge européen en 2016 et 2021 et devient champion de France en 2022. Avec le XV de France, il remporte le Tournoi des Six Nations 2010. 
Il est le cousin de Cheick Kongo (de son vrai nom Cheick Guillaume Ouedraogo), combattant français de mixed martial arts.

## Biographie

### Enfance et débuts
Fils aîné d'une famille de trois enfants (il a un frère et une sœur), ses parents décident de le confier à une famille d'accueil française afin de lui offrir un meilleur avenir, et il quitte le Burkina Faso pour Saint-Jean-de-Cuculles au nord de Montpellier alors qu'il a trois ans,,. Il fait ses premiers pas dans le rugby à XV à l'âge de 6 ans dans l'école de rugby du Pic Saint-Loup aux côtés de François Trinh-Duc. 

### Carrière
Onze années plus tard, en 2003, il intègre le centre de formation du Montpellier HR. La saison suivante, il fête sa première sélection en équipe de France des moins de 19 ans ainsi que sa première apparition avec l'équipe première du MHR.
L'année 2006 sera mémorable pour Fulgence, remportant un titre de champion du monde avec l'équipe de France des moins de 21 ans ainsi qu'en faisant une dizaine d'apparitions avec l'équipe première. La saison 2006-2007 fut tout aussi mémorable : il joue la totalité de la saison avec l'équipe fanion du MHR, il est nommé capitaine de l'équipe de France des moins de 21 ans, et le 9 juin 2007 devient le premier joueur formé à Montpellier sélectionné en équipe de France lors de la tournée d'été en Nouvelle-Zélande pour affronter les All Blacks (entré en cours de jeu à la 55e minute). Il avait remplacé dans le groupe Matthieu Lièvremont, initialement appelé mais forfait.
Fraichement promu capitaine de l'équipe première du MHR, il participe pour la première fois au Tournoi des Six Nations en 2008, à la suite de la prise de fonction du trio d'entraîneurs Lièvremont-Ntamack-Retière. Il fait partie de la sélection qui effectue le Grand chelem lors du Tournoi des Six Nations 2010. 
La saison 2010-2011 sera celle de la consécration pour Fulgence, menant son équipe en finale du Top 14 face au Stade toulousain (défaite 15 à 10), surnommé « Capitaine courage » car jouant la finale avec une fracture à la main droite, ainsi qu'en participant à la Coupe du monde 2011 en Nouvelle-Zélande dont il ne joue que deux matchs, dont la demi-finale. Il est ainsi vice-champion du Monde. Son retour ainsi que celle des autres mondialistes est très attendu par le MHR qui peine en début de saison 2011-2012, mais il est blessé aux côtes trois semaines après. Blessure que déplore Fabien Galthié, son entraineur au MHR, en reconnaissant son rôle capital dans la marche de l'équipe : « On ne peut pas se passer de Fufu. Son absence est très préjudiciable. Je ne sais pas comment on va faire pour minimiser la casse. Sans lui, on sait très bien que Montpellier n'est plus la même équipe. Même si tout est plus facile quand on gagne, tout le monde est beau... On n'a pas beaucoup de joueurs de cette qualité. Fulgence est un joueur rare. Il y a des joueurs qui sont irremplaçables. Il en fait partie. C'est très clair. Il a tellement de talent. Il rayonne tellement au sein de notre équipe. Dès qu'il est absent, l'équipe perd beaucoup. C'est comme ça».
En mai 2015, et peu utilisé par Philippe Saint-André (11 matchs en 4 ans à ce moment précis), il répond favorablement à une sollicitation de l'encadrement des Bleus du VII pour participer au championnat d’Europe qualificatif pour les Jeux olympiques de Rio.
Il retrouve l'équipe de France à l'occasion de la Coupe du monde 2015. Une nouvelle fois, il ne joue que deux matchs durant cette édition.
Après deux ans d'absence, il est rappelé par Guy Novès afin de préparer la tournée d'automne de 2017. Il finit par déclarer forfait, remplacé par Sekou Macalou.
Lors de la saison 2017-2018, pour la deuxième fois de sa carrière, il s'incline en finale du Top 14 au stade de France (29-13) contre le Castres olympique.
Quatre ans plus tard, il remporte enfin le Top 14 lors de sa troisième finale disputée face au Castres olympique avec une victoire 29 à 10 pour l'ultime match de sa carrière car il a annoncé sa retraite à la fin de cet exercice,.
Durant la Coupe du monde de rugby à XV 2023 organisée en France, il rejoint M6 pour présenter l'événement en studio aux côtés de la journaliste Clémentine Sarlat et des consultants Lénaïg Corson et Yann Delaigue.

## Palmarès

### En club
- Montpellier HR
  - Finaliste du Championnat de France en 2011 et 2018.
  - Vainqueur du Championnat de France en 2022.
  - Vainqueur du Challenge européen en 2016 et 2021.

### En sélection nationale
- France -21
  - Vainqueur du Championnat du monde des moins de 21 ans en 2006

- France
  - Finaliste de la Coupe du monde en 2011
  - Vainqueur du Tournoi des Six Nations en 2010 (Grand Chelem)
  - Vainqueur du Trophée Giuseppe-Garibaldi en 2008
  - Vainqueur du Trophée Dave Gallaher en 2009

### Distinctions personnelles
- Oscar du Midi olympique :  Oscar de Bronze en 2011

## Statistiques en équipe nationale

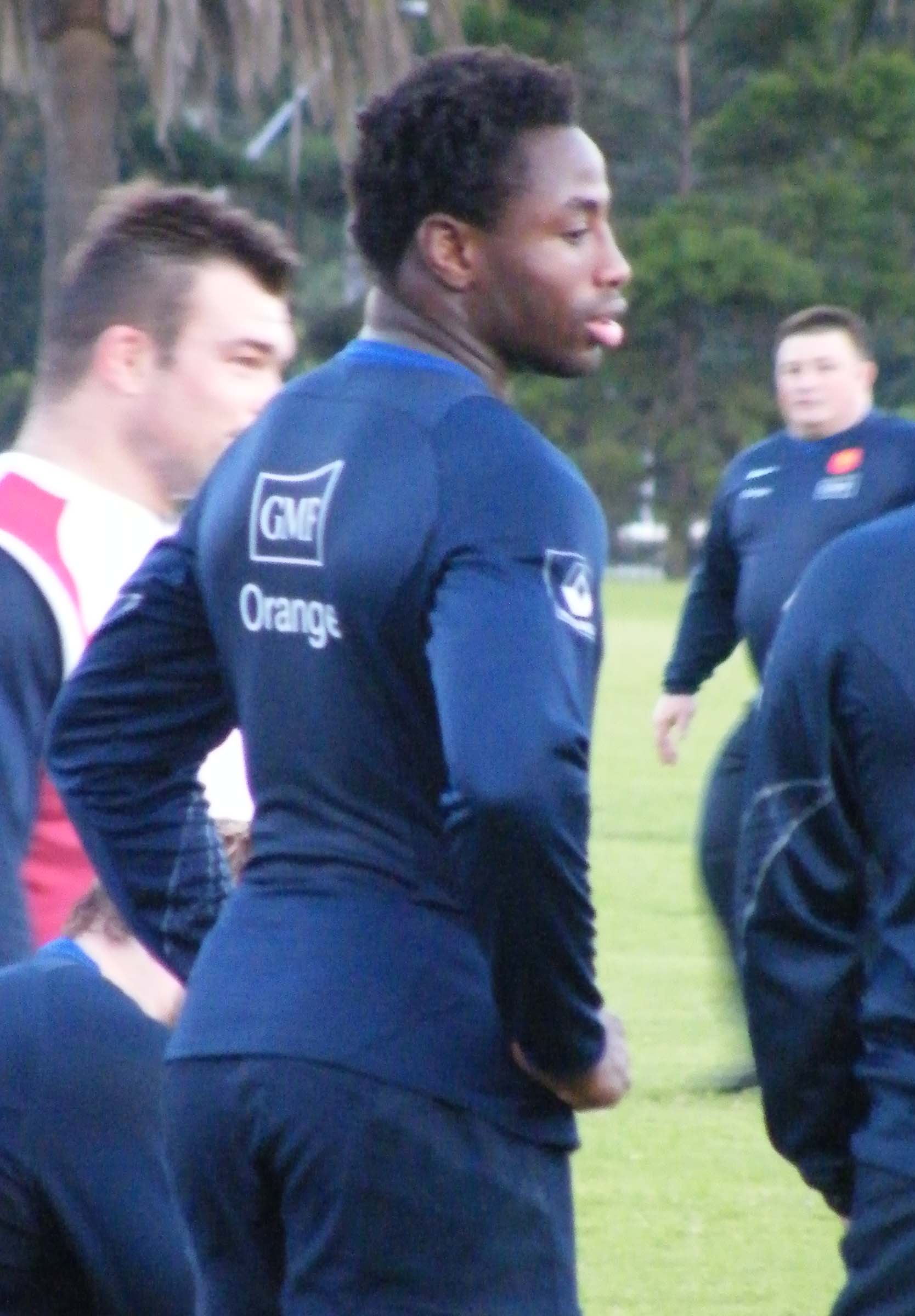
Fulgence Ouedraogo à l'entraînement avec l'équipe de France en 2009.

- 39 sélections en équipe de France depuis 2007
  - Sélections par année : 1 en 2007, 10 en 2008, 7 en 2009, 4 en 2010, 3 en 2011, 5 en 2012, 4 en 2013, 2 en 2014 et 3 en 2015.
  - Nombre de points marqués : 10 (2 essais)
  - Tournois des Six Nations disputés : 2008, 2009, 2010, 2013
  - Coupe du monde disputées : 2011, 2015

- 10 sélections en équipe de France des moins de 21 ans (2005-2006)

### Coupe du monde
| Édition               | Rang               | Résultats France | Résultats Ouedraogo | Matchs Ouedraogo |
| --------------------- | ------------------ | ---------------- | ------------------- | ---------------- |
| Nouvelle-Zélande 2011 | Finaliste          | 4 v, 0 n, 3 d    | 2 v, 0 n, 0 d       | 2/7              |
| Angleterre 2015       | Quart de finaliste | 3 v, 0, 2 d      | 2 v, 0, 0 d         | 2/5              |

### Tournoi des Six Nations
| Édition          | Rang | Résultats France | Résultats Ouedraogo | Matchs Ouedraogo |
| ---------------- | ---- | ---------------- | ------------------- | ---------------- |
| Six Nations 2008 | 3    | 4 v, 0 n, 1 d    | 4 v, 0 n, 1 d       | 5/5              |
| Six Nations 2009 | 3    | 3 v, 0 n, 2 d    | 2 v, 0 n, 1 d       | 3/5              |
| Six Nations 2010 | 1    | 5 v, 0 n, 0 d    | 2 v, 0 n, 0 d       | 2/5              |
| Six Nations 2013 | 6    | 1 v, 1 n, 3 d    | 0 v, 0 n, 2 d       | 2/5              |

## Vie privée
Il est en couple avec la comédienne et présentatrice Ariane Brodier avec laquelle il a un fils, né le 21 janvier 2018, et une fille, née le 25 avril 2019.